# Fiktiv kraft
En fiktiv kraft, även kallad pseudokraft, är en kraft som verkar på alla massor i ett icke-inertialsystem, till exempel en roterande referensram. Kraften uppstår inte genom fysikalisk växelverkan utan från den icke-inertiala referensramens egen acceleration. Enligt Newtons andra lag {\displaystyle F=ma}, är fiktiva krafter alltid proportionella mot massan {\displaystyle m} på vilken krafterna verkar. 

## Generell härledning
Betrakta en partikel med massan m och positionvektorn xa(t) i ett specifikt inertialsystem A. Antag en icke-inertial referensram B vars position relativt inertialsystemet är givet av X(t). Då B är icke-inertialt existerar d2X/dt2 (accelerationen av referensram B med avseende på referensram A är skilt från noll). Låt partikelns position i referensram B vara xb(t). Då har vi 
{\displaystyle \mathbf {x} _{a}(t)=\mathbf {x} _{b}(t)+\mathbf {X} (t)}
Om uttrycket deriveras två gånger med avseende på tiden erhålls 
{\displaystyle {\frac {d^{2}\mathbf {x} _{a}}{dt^{2}}}={\frac {d^{2}\mathbf {x} _{b}}{dt^{2}}}+{\frac {d^{2}\mathbf {X} }{dt^{2}}}}
Betrakta nu kraften. Enligt Newtons andra lag är 
{\displaystyle \mathbf {F} =m\ \mathbf {a} }
Den verkliga kraften är kraften i referensram A (inertialsystemet), så
{\displaystyle \mathbf {F} _{verklig}=m{\frac {d^{2}\mathbf {x} _{a}}{dt^{2}}}}
Antag att vi försöker lösa ett problem i referensram B. Det kan vara nyttigt att betrakta den observerade kraften i denna referensram, vilken ges av 
{\displaystyle \mathbf {F} _{observerad}=m{\frac {d^{2}\mathbf {x} _{b}}{dt^{2}}}=m{\frac {d^{2}\mathbf {x} _{a}}{dt^{2}}}-m{\frac {d^{2}\mathbf {X} }{dt^{2}}}=\mathbf {F} _{verklig}-m{\frac {d^{2}\mathbf {X} }{dt^{2}}}}
Låt oss nu definiera en systempunktskraft
{\displaystyle \mathbf {F} _{fiktiv}=-m{\frac {d^{2}\mathbf {X} }{dt^{2}}}}
vilket slutligen ger
{\displaystyle \mathbf {F} _{observerad}=\mathbf {F} _{verklig}+\mathbf {F} _{fiktiv}}
Det går således att lösa problem i referensramen B genom att anta att Newton's andra lag gäller (med avseende på kvantiteterna i referensram B) om Ffiktiv behandlas som en tillagd "verklig" kraft.

## Ett universum med endast två punktpartiklar
Rörelseekvationen för partikel 1 i ett koordinatsystem fäst i partikel 2:
{\displaystyle m_{1}({\ddot {\mathbf {r} }}_{1}-{\ddot {\mathbf {r} }}_{2})=\mathbf {F} _{2\to 1}}
Rörelseekvationen för partikel 2 i ett koordinatsystem fäst i partikel 1:
{\displaystyle m_{2}({\ddot {\mathbf {r} }}_{2}-{\ddot {\mathbf {r} }}_{1})=\mathbf {F} _{1\to 2}}
Båda krafterna är observerade krafter enligt föregående stycke. Däremot finns ingen tredje materiell punkt som kan utgöra fästpunkt för ett inertialkoordinatsystem. Om vi antar att
{\displaystyle \mathbf {F} _{1\to 2}=-\mathbf {F} _{2\to 1}}
fås villkoret
{\displaystyle m_{1}(-{\ddot {\mathbf {r} }})=-m_{2}{\ddot {\mathbf {r} }}\quad {\textrm {med}}\quad \mathbf {r} =\mathbf {r} _{2}-\mathbf {r} _{1}}
vilket endast kan vara uppfyllt om {\displaystyle m_{1}=m_{2}} eller om {\displaystyle {\ddot {\mathbf {r} }}=\mathbf {0} }, vilket utgör en potentiell motsägelse. Det traditionella sättet att lösa tvåkropparsproblemet är istället att ställa upp ekvationerna
{\displaystyle m_{1}{\ddot {\mathbf {r} }}_{1}=\mathbf {F} _{2\to 1}\quad {\textrm {och}}\quad m_{2}{\ddot {\mathbf {r} }}_{2}=\mathbf {F} _{1\to 2}}
vilket dock alltså kräver en fast punkt att fästa ett inertialsystem med en (masslös) observatör i.

## Gravitationen som en fiktiv kraft
Alla fiktiva krafter är proportionella mot massan av det objekt på vilket de verkar, vilket också är sant för gravitationen. Detta ledde Albert Einstein till att förmoda att också gravitationskraften är en fiktiv kraft. Han noterade att en observatör i fritt fall i en sluten låda var oförmögen att registrera gravitationskraften; fritt fallande referensramar är ekvivalenta med ett inertialsystem (ekvivalensprincipen). Einstein kunde så småningom visa att gravitationskraften verkligen är en fiktiv kraft. Den observerade accelerationen är i själva verket en inertial rörelse i en krökt rumtid. Detta är den essentiella fysiken i Albert Einsteins allmänna relativitetsteori.